# Malta Grand Prix
Der Malta Grand Prix war ein ab Mitte der 1990er- bis Anfang der 2000er-Jahre siebenmal ausgetragenes professionelles Snookerturnier, das bei sechs Ausgaben ein Einladungs- und nur einmal ein Ranglistenturnier war. Das Turnier wurde an insgesamt drei verschiedenen Orten auf dem Inselstaat Malta ausgetragen. Rekordsieger des Turnieres sind der Ire Ken Doherty und der Schotte Stephen Hendry mit je zwei Titeln; Hendry spielte mit seinem Maximum Break 2001 zudem das höchste Break der Turniergeschichte.

## Sieger
| Jahr                                 | Austragungsort                       | Sieger                               | Finalist                             | Ergebnis                             | Sponsor                              | Saison                               |
| Malta Grand Prix – Einladungsturnier | Malta Grand Prix – Einladungsturnier | Malta Grand Prix – Einladungsturnier | Malta Grand Prix – Einladungsturnier | Malta Grand Prix – Einladungsturnier | Malta Grand Prix – Einladungsturnier | Malta Grand Prix – Einladungsturnier |
| ------------------------------------ | ------------------------------------ | ------------------------------------ | ------------------------------------ | ------------------------------------ | ------------------------------------ | ------------------------------------ |
| 1994                                 | Valletta – Jerma Palace Hotel        | John Parrott                         | Tony Drago                           | 7:6                                  | Rothmans                             | 1994/95                              |
| 1995                                 | Marsaskala – Jerma Palace Hotel      | Peter Ebdon                          | John Higgins                         | 7:4                                  | Rothmans                             | 1995/96                              |
| 1996                                 | Marsaskala – Jerma Palace Hotel      | Nigel Bond                           | Tony Drago                           | 7:3                                  | Rothmans                             | 1996/97                              |
| 1997                                 | Marsaskala – Jerma Palace Hotel      | Ken Doherty                          | John Higgins                         | 7:5                                  | Rothmans                             | 1997/98                              |
| 1998                                 | Buġibba – New Dolmen Hotel           | Stephen Hendry                       | Ken Doherty                          | 7:6                                  | Rothmans                             | 1998/99                              |
| Malta Grand Prix – Ranglistenturnier |                                      |                                      |                                      |                                      |                                      |                                      |
| 2000                                 | Valletta – MCC                       | Ken Doherty                          | Mark Williams                        | 9:3                                  | Rothmans                             | 1999/00                              |
| Malta Grand Prix – Einladungsturnier |                                      |                                      |                                      |                                      |                                      |                                      |
| 2001                                 | Valletta – MCC                       | Stephen Hendry                       | Mark Williams                        | 7:1                                  | Rothmans                             | 2000/01                              |